# Bayerischer Ministerpräsident
Der Bayerische Ministerpräsident ist gemäß dem vierten Abschnitt des ersten Hauptteils der Verfassung des Freistaates Bayern der Vorsitzende der Bayerischen Staatsregierung.
Ministerpräsident des Freistaates Bayern ist seit dem 16. März 2018 Markus Söder (CSU). Er ist der Nachfolger von Horst Seehofer (CSU), der als Bundesminister des Innern, für Bau und Heimat in das Kabinett Merkel IV wechselte.

## Wahl und Rücktritt
Der Ministerpräsident wird vom Bayerischen Landtag, der spätestens 22 Tage nach seiner Wahl zusammentritt (diese Frist gilt seit der Volksabstimmung vom 21. September 2003), binnen einer Woche nach dessen konstituierender Sitzung für die Dauer von fünf Jahren mit einfacher Mehrheit der abgegebenen Stimmen in geheimer Abstimmung gewählt. Wählbar ist jeder wahlberechtigte Bayer (d. h. im Freistaat Bayern wohnhafter Bürger mit deutscher Staatsangehörigkeit), sofern er das 40. Lebensjahr vollendet hat. Der Ministerpräsident kann vom Landtag nicht abgesetzt werden. Die Verfassung schreibt aber seinen Rücktritt vor, wenn eine vertrauensvolle Zusammenarbeit mit dem Landtag auf Grund politischer Verhältnisse nicht mehr möglich ist (Art. 44 Abs. 3 bayerische Verfassung). Tut er das nicht, kann er vor dem Bayerischen Verfassungsgerichtshof angeklagt werden.

## Aufgaben
Der Ministerpräsident leitet die Geschäfte der Staatsregierung. Er beruft und entlässt mit Zustimmung des Landtags seinen Stellvertreter sowie maximal 17 Staatsminister und Staatssekretäre, denen er Geschäftsbereiche oder Sonderaufgaben zuweist. Gemäß Artikel 50 der Landesverfassung kann der Ministerpräsident einen oder mehrere Geschäftsbereiche selbst übernehmen. Bei ihm liegt die politische Richtlinienkompetenz und er vertritt Bayern nach außen. In seinem Handeln ist er gegenüber dem Landtag verantwortlich. Der Ministerpräsident kann von einem Begnadigungsrecht Gebrauch machen. Insofern übt er die Rolle eines Regierungschefs aus.
Den Ministerpräsidenten unterstützt in seinen verfassungsmäßigen Aufgaben die Bayerische Staatskanzlei.

## Geschichte des Amts
Vorläufer des Amts des Ministerpräsidenten war der Geheime Ratskanzler des Kurfürstentums Bayern. Ab Ende des 18. Jahrhunderts nahm der Minister des Äußeren, ab 1806 Minister des Königlichen Hauses und des Äußeren, meist eine Vorrangstellung ein. Im Jahre 1847 wurde ein Ministerrat etabliert, doch reservierte sich König Ludwig I. (1825–1848) selbst den Vorsitz; in seiner Abwesenheit saß der dienstälteste Minister den Sitzungen vor. 1849 wurde das Amt eines Vorsitzenden des Ministerrates geschaffen, welches mit einer Ausnahme (1880–1890) bis zum Ende des Königreichs mit dem Amt des Außenministers verbunden war. Mit der im Zuge der Novemberrevolution Ende des Ersten Weltkriegs erfolgten Gründung des Freistaats am 8. November 1918 wurde auch das Amt des Ministerpräsidenten geschaffen; erster Amtsinhaber auf revolutionärer Grundlage war Kurt Eisner. Während des Nationalsozialistischen Regimes verlor das Amt zwischen 1933 und 1945 infolge der Gleichschaltung der Länder an Bedeutung.
Die amerikanische Militärregierung ernannte zum 28. Mai 1945 Fritz Schäffer zum „Temporary Minister-Präsident for Bavaria“; zum 28. September 1945 setzte sie ihn ab und berief Wilhelm Hoegner (SPD) zu seinem Nachfolger. Nach der Landtagswahl am 1. Dezember 1946 wählte der Landtag Hans Ehard (CSU) zum Ministerpräsidenten (dem ersten frei gewählten nach dem Krieg). Ehard amtierte zwei volle Legislaturperioden (Kabinett Ehard I, II und III).

## Amtssitze
Der Bayerische Ministerpräsident hatte im Laufe der Geschichte verschiedene Amtssitze:
- 1813–1933: Palais Montgelas, Promenadeplatz, München
- 1945: kurzzeitig Verwaltungsgebäude der Rhein-Main-Donau AG in der Leopoldstr. 28, München
- 1945–1993: seit Mitte Juni 1945 ehem. Preußische Gesandtschaft, Prinzregentenstraße 7, München[6]
- 1968–heute: Prinz-Carl-Palais, Prinzregentenstraße, München (Nebensitz), v. a. für repräsentative Angelegenheiten
- 1993–heute: ehem. Bayerisches Armeemuseum, Hofgarten, München (Hauptsitz), Sitz der Staatskanzlei

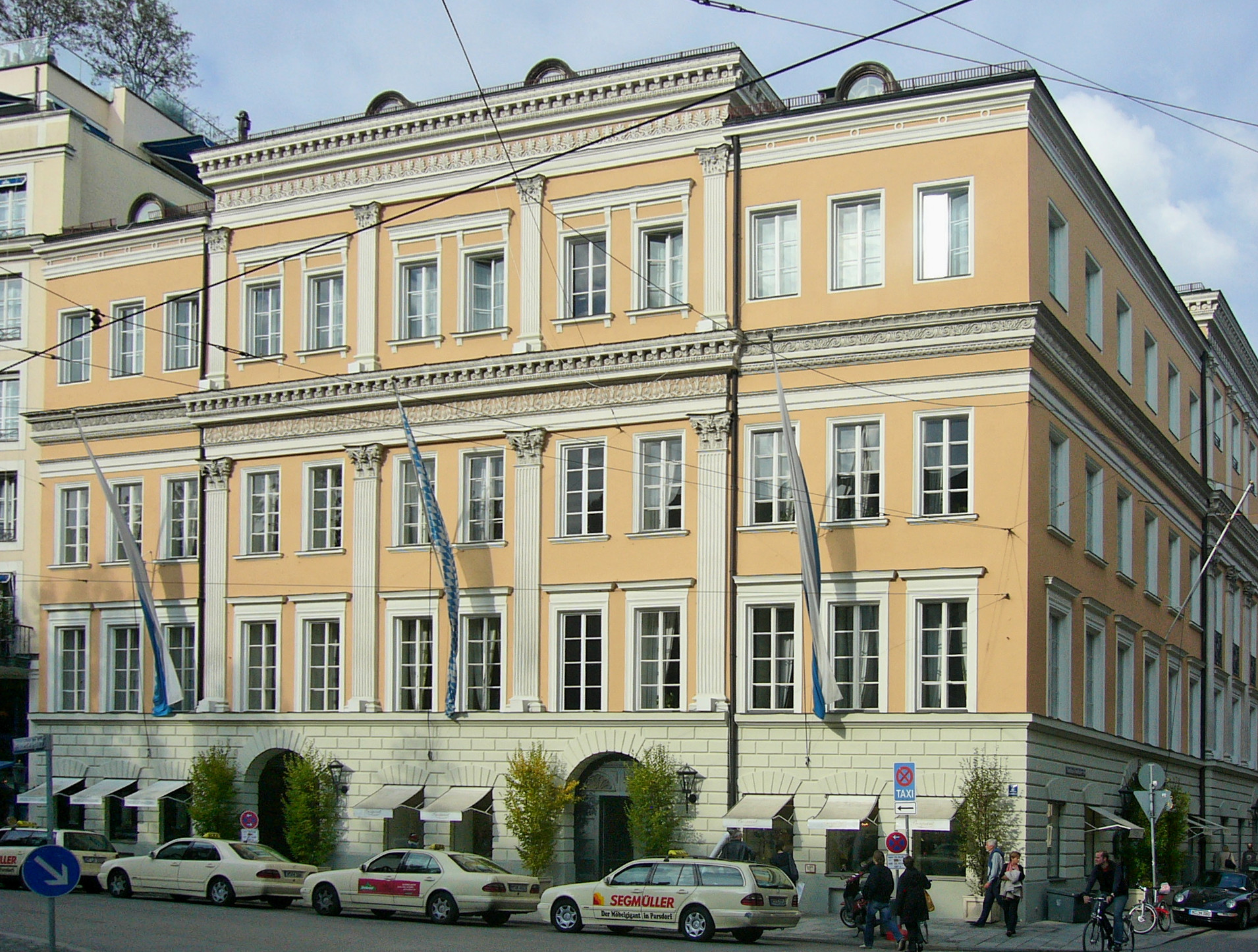
Palais Montgelas (1813–1933)
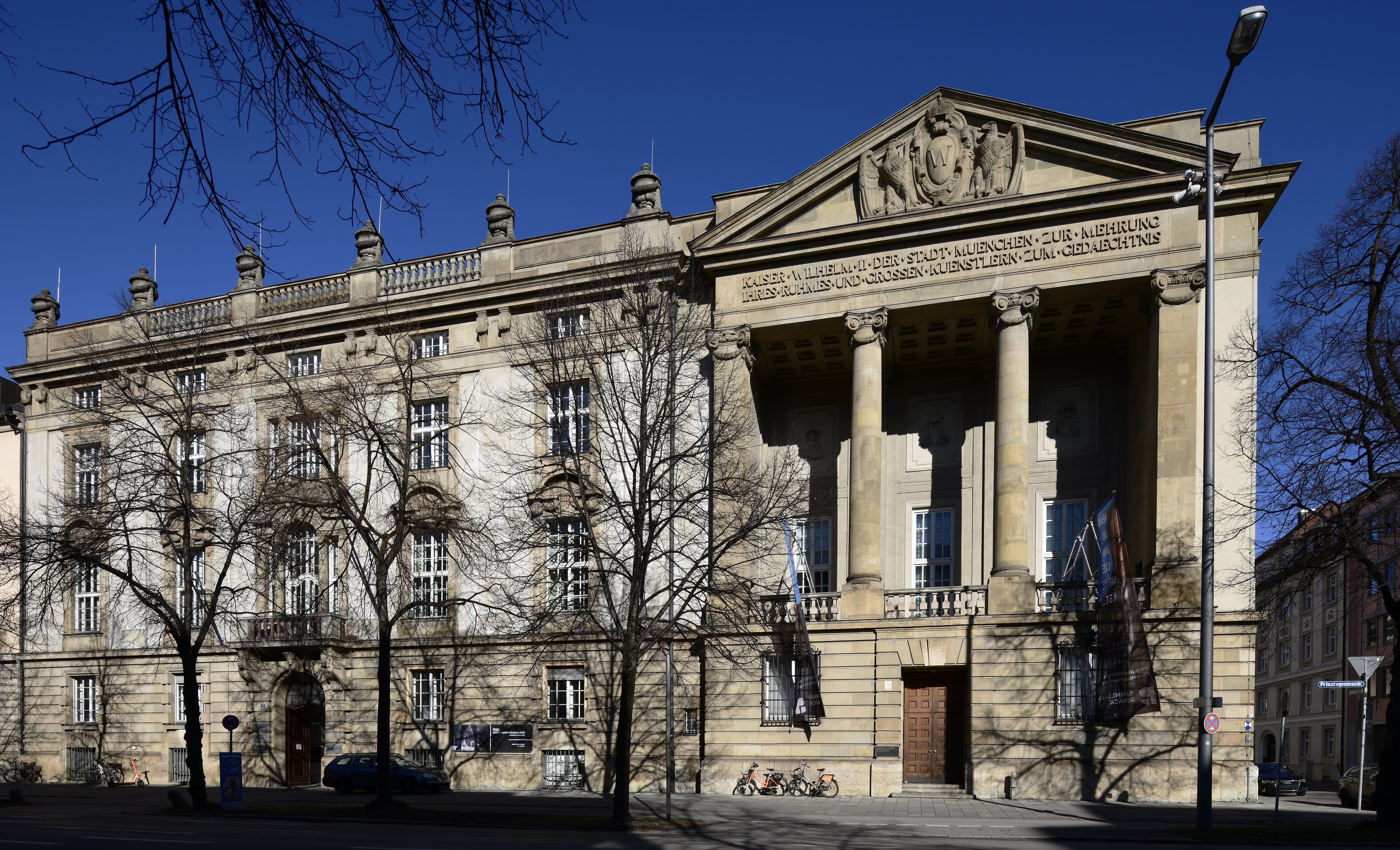
ehem. Preußische Gesandtschaft (1945–1993)
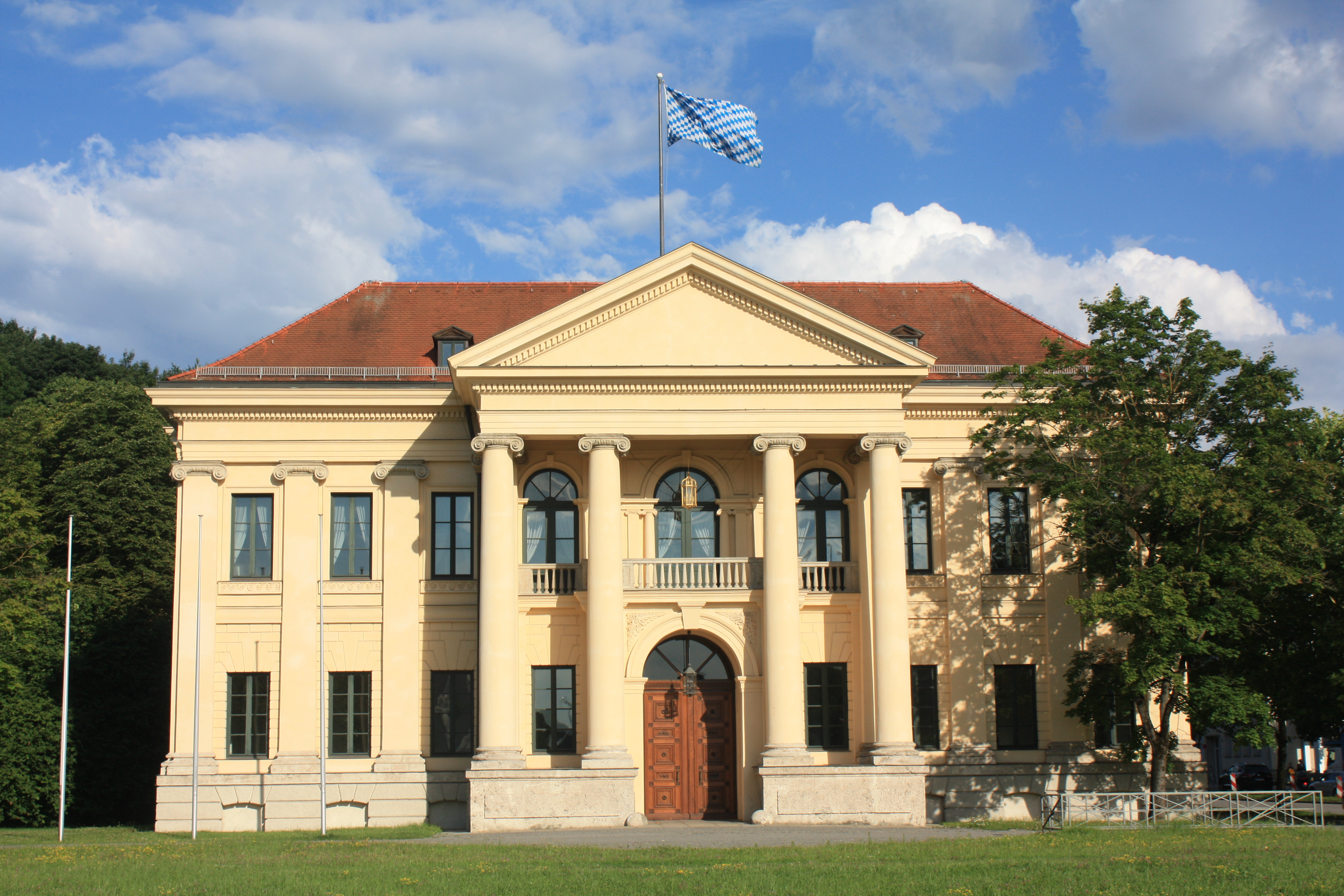
Prinz-Carl-Palais (Nebensitz seit 1968)
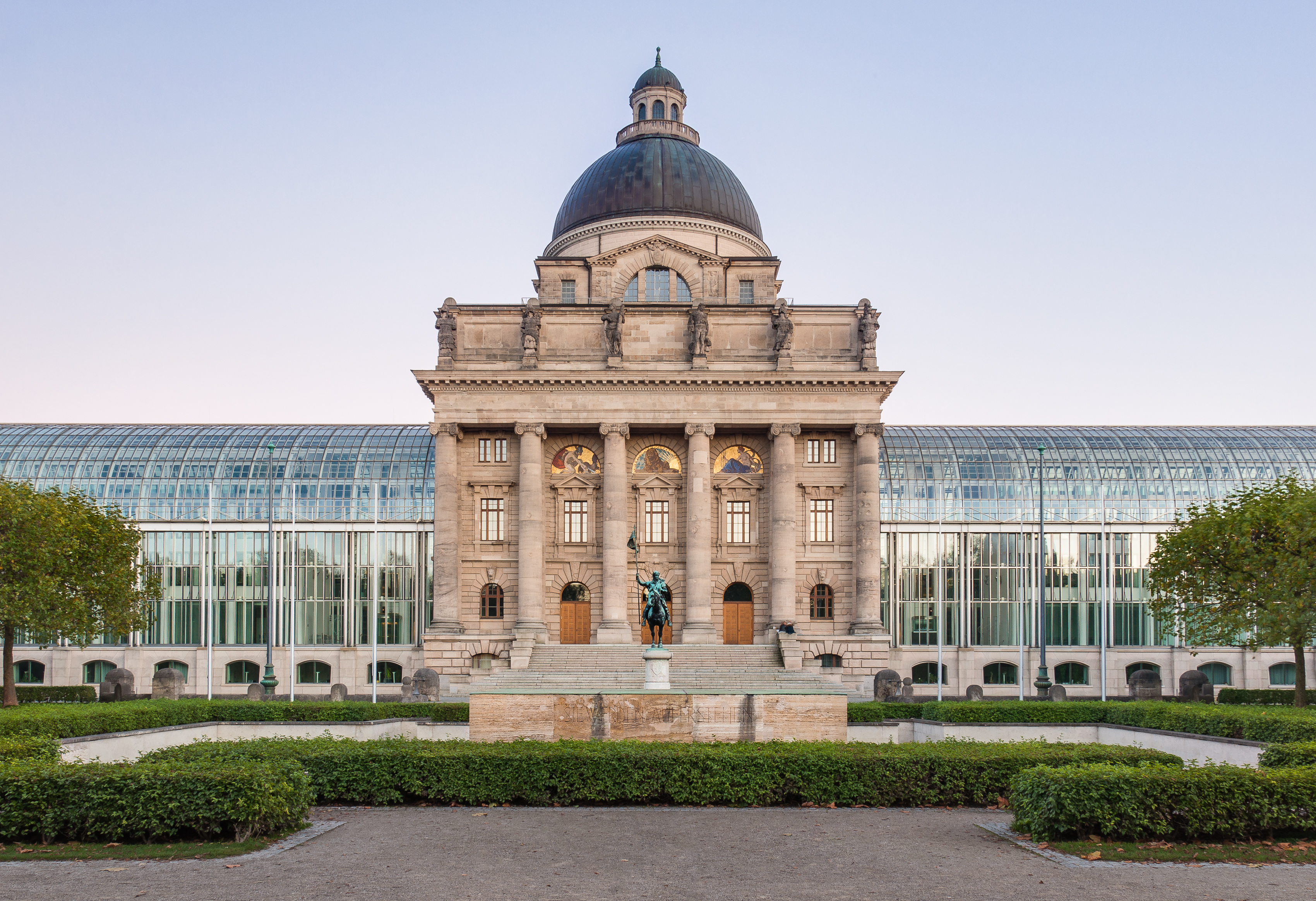
ehem. Bayerisches Armeemuseum (Hauptsitz seit 1993)

## Amtsträger

### Geheime Ratskanzler

Wappen des Kurfürstentums Bayern

| Amtsinhaber                           | Amtszeit                              | Anmerkungen                                    |
| ------------------------------------- | ------------------------------------- | ---------------------------------------------- |
| Johann Adlzreiter von Tettenweis      | 1650–1662                             |                                                |
| Johann Georg Oexle                    | 1662–1667                             |                                                |
| Kaspar von Schmid                     | 1667–1693                             |                                                |
| Johann Rudolf von Wämpl               | 1695–1704                             |                                                |
| vakant                                | 1704–1726                             | Kaiserliche Administration in Bayern 1704–1714 |
| Franz Xaver Josef Freiherr von Unertl | 3. März 1726 – 6. März 1749           |                                                |
| Franz Xaver Andreas von Praidlohn     | 1749–1758                             |                                                |
| Wiguläus Freiherr von Kreittmayr      | 20. September 1758 – 21. Oktober 1790 |                                                |
| Johann Friedrich von Hertling         | 1790–1806                             |                                                |

### Minister des Äußeren

Wappen des Königreichs Bayern

Vor 1849 gab es keinen Ministerpräsidenten, doch nahm der Minister des Äußeren, ab 1806 Minister des Königlichen Hauses und des Äußeren, meist eine Vorrangstellung ein. Im Jahre 1847 wurde ein Ministerrat etabliert, doch reservierte sich König Ludwig I. (1825–1848) selbst den Vorsitz; in seiner Abwesenheit saß der dienstälteste Minister den Sitzungen vor.
| Minister                                              | Amtszeit                             | Anmerkungen                                                               |
| ----------------------------------------------------- | ------------------------------------ | ------------------------------------------------------------------------- |
| Maximilian Franz Joseph Freiherr und Graf von Berchem | 1745 – 18. November 1777             | Minister des Äußeren                                                      |
| Matthäus Graf von Vieregg                             | 18. November 1777 – 21. Februar 1799 | Minister des Äußeren                                                      |
| Maximilian Joseph Graf von Montgelas                  | 21. Februar 1799 – 2. Februar 1817   | Minister des Äußeren, zeitweise auch Finanz- und Innenminister            |
| Heinrich Alois Graf von Reigersberg                   | 2. Februar 1817 – 1823               | Vorsitzender des Ministerrates, 1810–1823 Justizminister                  |
| Aloys Graf von Rechberg und Rothenlöwen               | 2. Februar 1817 – Oktober 1825       | Minister des Äußeren, ab 1823 Vorsitzender des Ministerrats               |
| Friedrich Karl Freiherr von Thürheim                  | 1. Januar 1827 – 1828                | Minister des Äußeren, ab 22. April 1827 beurlaubt                         |
| Georg Friedrich Freiherr von Zentner                  | 22. April 1827 – 1. September 1828   | Ministerverweser des Äußeren                                              |
| Joseph Ludwig Graf von Armansperg                     | 1. September 1828 – 1831             | Minister des Äußeren, auch Finanzminister                                 |
| Friedrich August Freiherr von Gise                    | 1831 – 26. Mai 1846                  | Ministerverweser des Äußeren bis 2. Januar 1832                           |
| Otto Graf von Bray-Steinburg                          | 26. Mai 1846 – 13. Februar 1847      | Ministerverweser des Äußeren bis 1. Januar 1847                           |
| Georg Ludwig von Maurer                               | 1. März – 29. November 1847          | „Ministerium der Morgenröte“, Ministerverweser des Äußeren und der Justiz |
| Ludwig Fürst von Oettingen-Wallerstein                | 1. Dezember 1847 – 12. März 1848     | „Lola-Ministerium“, Ministerverweser des Äußeren und des Kultus           |
| Klemens August Graf von Waldkirch                     | 14. März 1848 – 29. April 1848       | „März-Ministerium“, Ministerverweser des Äußeren                          |
| Otto Graf von Bray-Steinburg                          | 29. April 1848 – 18. April 1849      | Minister des Äußeren                                                      |

### Vorsitzende des Ministerrates
1849 wurde das Amt eines Vorsitzenden des Ministerrates geschaffen, welches mit einer Ausnahme (1880–1890) mit dem Amt des Außenministers verbunden war.
| Amtsinhaber                                          | Amtszeit                                           | Anmerkungen                                                             |
| ---------------------------------------------------- | -------------------------------------------------- | ----------------------------------------------------------------------- |
| Ludwig Karl Heinrich Freiherr von der Pfordten       | 22. Dezember 1849 – 1. Mai 1859                    | auch Außenminister parteilos                                            |
| Karl Freiherr von Schrenck von Notzing               | 1. Mai 1859 – 4. Oktober 1864                      | auch Außenminister parteilos                                            |
| Max Ritter von Neumayr                               | 4. Oktober 1864 – 4. Dezember 1864 (kommissarisch) | auch Innenminister (1859–1865); kommissarischer Außenminister parteilos |
| Ludwig Karl Heinrich Freiherr von der Pfordten       | 4. Dezember 1864 – 29. Dezember 1866               | auch Außenminister parteilos                                            |
| Chlodwig Fürst zu Hohenlohe-Schillingsfürst          | 31. Dezember 1866 – 7. März 1870                   | auch Außenminister parteilos (Nationalliberal)                          |
| Otto Graf von Bray-Steinburg                         | 8. März 1870 – 25. Juni 1871                       | auch Außenminister                                                      |
| Friedrich Freiherr von Hegnenberg-Dux                | 21. August 1871 – 2. Juni 1872                     | auch Außenminister parteilos (Nationalliberal)                          |
| Adolph von Pfretzschner                              | 1. Oktober 1872 – 4. März 1880                     | auch Außenminister parteilos (Liberal)                                  |
| Johann von Lutz (ab 1884 Freiherr)                   | 4. März 1880 – 1. Juni 1890                        | auch Kultusminister parteilos (Nationalliberal)                         |
| Friedrich Krafft Graf von Crailsheim                 | 1. Juni 1890 – 1. März 1903                        | auch Außenminister parteilos (Nationalliberal)                          |
| Clemens Freiherr von Podewils-Dürnitz (ab 1911 Graf) | 1. März 1903 – 9. Februar 1912                     | auch Außenminister parteilos (Nationalliberal)                          |
| Georg Friedrich Freiherr von Hertling (ab 1914 Graf) | 9. Februar 1912 – 10. November 1917                | auch Außenminister Zentrum                                              |
| Otto Ritter von Dandl                                | 11. November 1917 – 7. November 1918               | auch Außenminister parteilos                                            |

### Ministerpräsidenten des Freistaats Bayern

#### 1918–1945

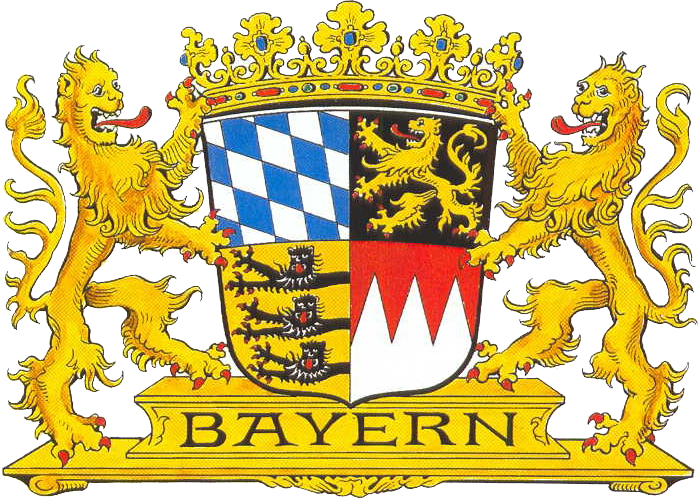
Wappen des Freistaats Bayern (bis 1933)

| Amtsinhaber                                                 | Amtszeit                                                                                   | Partei |
| ----------------------------------------------------------- | ------------------------------------------------------------------------------------------ | --- |
| Kurt Eisner                                                 | 8. November 1918 – 21. Februar 1919                                                        | USPD |
| Johannes Hoffmann                                           | 17. März 1919 – 14. März 1920                                                              | SPD |
| Gustav Ritter von Kahr                                      | 16. März 1920 – 11. September 1921                                                         | BVP |
| Hugo Graf von und zu Lerchenfeld auf Köfering und Schönberg | 21. September 1921 – 2. November 1922                                                      | BVP |
| Eugen Ritter von Knilling                                   | 8. November 1922 – 30. Juni 1924                                                           | BVP |
| Gustav Ritter von Kahr                                      | Generalstaatskommissar 25. September 1923 – 17. Februar 1924                               | BVP Dem Generalstaatskommissar wurde gestützt auf Art. 64 der Bamberger Verfassung als Ausnahmeorgan die vollziehende Gewalt durch das Gesamtministerium übertragen.                                        |
| Heinrich Held                                               | 2. Juli 1924 – 9. März 1933                                                                | BVP seit Sommer 1930 mangels parlamentarischer Mehrheit nur noch geschäftsführend |
| Franz Ritter von Epp                                        | Reichskommissar 9. März – 12. April 1933 Reichsstatthalter 10. April 1933 – 28. April 1945 | NSDAP als Reichskommissar Ausübung der Befugnisse des Ministerpräsidenten, dann als Reichsstatthalter gemäß Reichsstatthaltergesetz formal oberste staatliche Instanz und Aufsichtsorgan des Reichskanzlers |
| Ludwig Siebert                                              | 12. April 1933 – 1. November 1942                                                          | NSDAP |
| Paul Giesler                                                | 2. November 1942 – 28. April 1945                                                          | NSDAP |

#### Seit 1945

Wappen des Freistaats Bayern (seit 1950)

| #  | Bild | Ministerpräsident              | Amtszeit                               | Partei | Partei    | Wahlen              | Kabinett                                    |
| -- | ---- | ------------------------------ | -------------------------------------- | ------ | --------- | ------------------- | ------------------------------------------- |
| 1  |      | Fritz Schäffer (1888–1967)     | 28. Mai 1945 – 28. September 1945      |        | parteilos | –                   | Schäffer                                    |
| 2  |      | Wilhelm Hoegner (1887–1980)    | 28. September 1945 – 16. Dezember 1946 |        | SPD       | –                   | Hoegner I                                   |
| 3  |      | Hans Ehard (1887–1980)         | 21. Dezember 1946 – 14. Dezember 1954  |        | CSU       | 1946 1950           | Ehard I Ehard II Ehard III                  |
| 4  |      | Wilhelm Hoegner (1887–1980)    | 14. Dezember 1954 – 8. Oktober 1957    |        | SPD       | 1954                | Hoegner II                                  |
| 5  |      | Hanns Seidel (1901–1961)       | 16. Oktober 1957 – 22. Januar 1960     |        | CSU       | 1958                | Seidel I Seidel II                          |
| 6  |      | Hans Ehard (1887–1980)         | 26. Januar 1960 – 11. Dezember 1962    |        | CSU       | –                   | Ehard IV                                    |
| 7  |      | Alfons Goppel (1905–1991)      | 11. Dezember 1962 – 6. November 1978   |        | CSU       | 1962 1966 1970 1974 | Goppel I Goppel II Goppel III Goppel IV     |
| 8  |      | Franz Josef Strauß (1915–1988) | 6. November 1978 – 3. Oktober 1988     |        | CSU       | 1978 1982 1986      | Strauß I Strauß II Strauß III               |
| 9  |      | Max Streibl (1932–1998)        | 19. Oktober 1988 – 27. Mai 1993        |        | CSU       | 1990                | Streibl I Streibl II                        |
| 10 |      | Edmund Stoiber (* 1941)        | 28. Mai 1993 – 30. September 2007      |        | CSU       | 1994 1998 2003      | Stoiber I Stoiber II Stoiber III Stoiber IV |
| 11 |      | Günther Beckstein (* 1943)     | 9. Oktober 2007 – 27. Oktober 2008     |        | CSU       | –                   | Beckstein                                   |
| 12 |      | Horst Seehofer (* 1949)        | 27. Oktober 2008 – 13. März 2018       |        | CSU       | 2008 2013           | Seehofer I Seehofer II                      |
| 13 |      | Markus Söder (* 1967)          | 16. März 2018 –                        |        | CSU       | 2018 2023           | Söder I Söder II Söder III                  |

## Bezüge
Obwohl der Ministerpräsident kein Beamter ist, sind seine Amtsbezüge an die Beamtenbesoldung gekoppelt. Gemäß Artikel 10 des Bayerischen Ministergesetzes erhält er 32/25 des Grundgehalts der Besoldungsgruppe B 11; dies sind derzeit (Stand 2020) 18.155,32 Euro im Monat. Hinzu kommen Familienzuschläge, Zulagen und Zuwendung in entsprechender Anwendung des Beamtenrechts sowie eine Dienstaufwandsentschädigung von 1150 Euro im Monat.